# Deadmen’s Graves

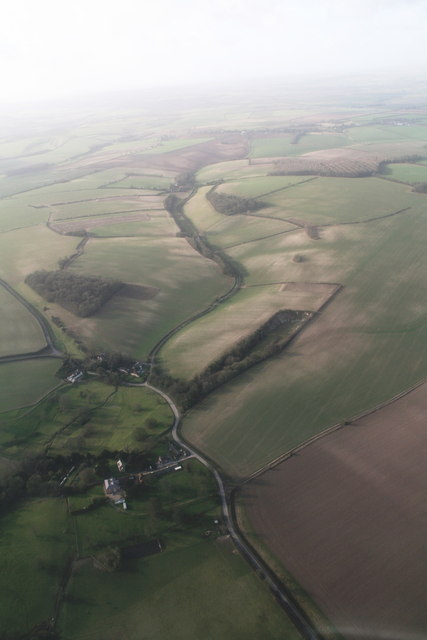
Deadmen's Graves

Die Grabhügel Deadmen’s Graves liegen nordwestlich vom Weiler Claxby St Andrew, in der Nähe der römischen Altstraße Bluestone Heath Road, heute Skegness Road oder (A1028) in Lincolnshire in England.
Die Überreste zweier unter Schutz stehender Non-megalithic monuments liegen 53 bzw. 51 Metern über dem Meeresspiegel. Die Deadmen’s Graves I und II genannten Anlagen liegen knapp unterhalb des Südkamms eines Hügels, über einem steil abfallenden Tal, das in südöstlicher Richtung führt.

## Deadmen’s Graves I
Der Hügel Deadmen’s Grave I ist besser erhalten als Deadmen’s Grave II und liegt in der Nähe eines Feldweges, der von Ulceby nach Claxby Road führt (Lage). Der trapezförmige Hügel hat eine erhaltene Höhe von fast 2,0 Metern an seinem östlichen Ende bei etwa 14,0 Metern Länge, nimmt aber in Höhe und Breite ab, bis er etwa 55,0 Meter westlich Bodenhöhe erreicht. Wie die meisten Langhügel in Lincolnshire folgt der Erd- und Geröllhügel den Konturen des Hügels, hat jedoch unter Abgrabungen gelitten, die die Seitengräben bedeckt haben. Deadmen’s Graves I wurde 1932 von Charles William Phillips (1901–1985) untersucht, der etwa 20,0 Meter vom östlichen Ende einen ausgeprägten „Sattel“ bemerkte. Es könnte sein, dass der auch bei anderen Lincolnshire-Langbetten wie Beacon Hill und Hoe Hill beobachtete Sattel durch den Einsturz einer hölzernen Kammer entstand, unter Umständen als Folge des absichtlichen Abbrennens der Struktur, die einer symbolischen „Schließung“ der Anlage (wie bei Willerby Wold in North Yorkshire) gleichkommt.

## Deadmen’s Graves II
Ebenfalls von Phillips untersucht wurde Deadmen’s Graves II, etwa 180 m südöstlich (Lage). Die gleichartig ausgerichtete Anlage misst an ihrem breiteren Teil im Osten rund 18 Meter und hat eine Länge von etwa 53,0 Metern. Allerdings wurde der Hügel an einigen Stellen beschädigt und im Zentrum durch einen inzwischen aufgelassenen Kalksteinbruch fast in zwei Teile geteilt. Trotzdem überlebte er auf seinem größten Teil seiner Länge mit einer Höhe von etwa einem halben Meter und erreicht am östlichen Ende etwa 2,0 Meter. Wieder ist der Boden im Laufe der Jahre abgerutscht, was zusammen mit dem Kalksteinbruch seine ursprüngliche Form entstellt und die flankierenden Gräben verfüllt hat.
Die Untersuchung von Dilwyn Jones im Jahr 1998 ergab, dass es in der Nähe von Deadmen’s Graves II einen weiteren Grabhügel gab, der eine ovale Form mit Abmessungen von etwa 36,0 mal 18,0 Metern hatte. Es wird angenommen, dass dieser wie die beiden Langhügel aus der Jungsteinzeit stammt. Belege für die fortgesetzte Landnutzung in diesem Gebiet während der späteren Vorgeschichte können nördlich von Claxby in Form des teilweise beschädigten Round Barrow von Mill Hill erkannt werden.
Die Grabhügel bilden ein Gegenstück zu den schlechter erhaltenen Giant’s Hills etwa 1,6 km südwestlich.